# Janica Kostelić
Janica Kostelić (Zagreb, Croácia, 5 de janeiro de 1982) é uma esquiadora profissional croata. Considerada uma das melhores do mundo, é a única mulher que tem quatro medalhas de ouro de esqui alpino em Olimpíadas de Inverno, e também a única mulher a ter três medalhas de ouro em uma mesma edição olímpica, conquistadas nos Jogos de Salt Lake City em 2002.
Kostelić foi a campeão geral do Campeonato Mundial, em 2001, 2003 e 2006. Se tornou em 2006 a terceira mulher em toda a história a vencer nas cinco modalidades do esqui alpino, e também se tornou a segunda mulher a conseguir vitórias nas cinco disciplinas em um mesmo ano.

## Vitórias na Copa do Mundo
(20 Slalom, 6 Combinado, 2 Giant Slalom, 1 Super-G, 1 Downhill)

### Resultados gerais
| Ano  | Disciplina    |
| ---- | ------------- |
| 2001 | Campeã geral  |
| 2001 | Campeã Slalom |
| 2003 | Campeã geral  |
| 2003 | Campeã Slalom |
| 2006 | Campeã geral  |
| 2006 | Campeã Slalom |

### Vitórias individuais
| Data                    | Local              | Prova        |
| ----------------------- | ------------------ | ------------ |
| 17 de janeiro de 1999   | St. Anton          | Combinado    |
| 5 de dezembro de 1999   | Serre-Chevalier    | Slalom       |
| 12 de dezembro de 1999  | Sestriere          | Slalom       |
| 18 de novembro de 2000  | Park City          | Slalom       |
| 26 de novembro de 2000  | Aspen              | Slalom       |
| 10 de dezembro de 2000  | Sestriere          | Slalom       |
| 20 de dezembro de 2000  | Sestriere          | Slalom       |
| 29 de dezembro de 2000  | Semmering          | Slalom       |
| 14 de janeiro de 2000   | Flachau            | Slalom       |
| 14 de janeiro de 2000   | Flachau            | Combinado    |
| 26 de janeiro de 2000   | Ofterschwang       | Slalom       |
| 18 de fevereiro de 2000 | Garmisch           | Slalom       |
| 10 de março de 2002     | Altenmarkt         | Slalom       |
| 23 de novembro de 2002  | Park City          | Slalom       |
| 22 de dezembro de 2002  | Lenzerheide        | Slalom       |
| 22 de dezembro de 2002  | Lenzerheide        | Combinado    |
| 29 de dezembro de 2002  | Semmering          | Slalom       |
| 5 de janeiro de 2003    | Bormio             | Slalom       |
| 13 de março de 2003     | Åre                | Slalom       |
| 27 de novembro de 2004  | Aspen              | Slalom       |
| 27 de fevereiro de 2005 | San Sicario        | Combinado    |
| 21 de dezembro de 2005  | Špindlerův Mlýn    | Giant Slalom |
| 14 de janeiro de 2006   | Bad Kleinkirchheim | Downhill     |
| 15 de janeiro de 2006   | Bad Kleinkirchheim | Super-G      |
| 22 de janeiro de 2006   | Saint Moritz       | Combinado    |
| 5 de fevereiro de 2006  | Ofterschwang       | Slalom       |
| 4 de março de 2006      | Hafjell            | Combinado    |
| 10 de março de 2006     | Levi               | Slalom       |
| 17 de março de 2006     | Åre                | Slalom       |
| 18 de março de 2006     | Åre                | Giant Slalom |